# Ana María Vega Gutiérrez
Ana María Vega Gutiérrez (Valladolid, 1965) es una canonista española, catedrática de Derecho Eclesiástico del Estado de la Universidad de La Rioja.

## Trayectoria profesional
Tras licenciarse en Derecho en la Universidad de Oviedo (1988) y en Derecho Canónico en la Universidad de Navarra (1990), defendió la tesis doctoral en la facultad de Derecho de la Universidad de Navarra, especializándose en Bioética en la Universidad de Valladolid.
Desde 2003 dirige y coordina los cursos internacionales de verano sobre Derechos Humanos de la Universidad de La Rioja en la sede de Naciones Unidas en Ginebra.

## Organismos a los que pertenece
Es miembro de:
- Comisión de Derecho de la Asociación Española de Bioética y Ética médica.[4]
- Consociatio Internationalis Studio iuris canonici promovendo.[5]
- Asociación Internacional para la Libertad religiosa.
- Grupo Interdisciplinar de Investigación en Derecho de Familia y de la Persona de la Universidad de Zaragoza.[6]
- Real Academia Española de Jurisprudencia y Legislación.[7]

## Premios
- Cruz de San Raimundo de Peñafort (2017), concedida por el Ministerio de Justicia, con motivo del aniversario de la proclamación de S.M. el Rey Felipe VI.[8][9]